# زاوية سيدي وكاك

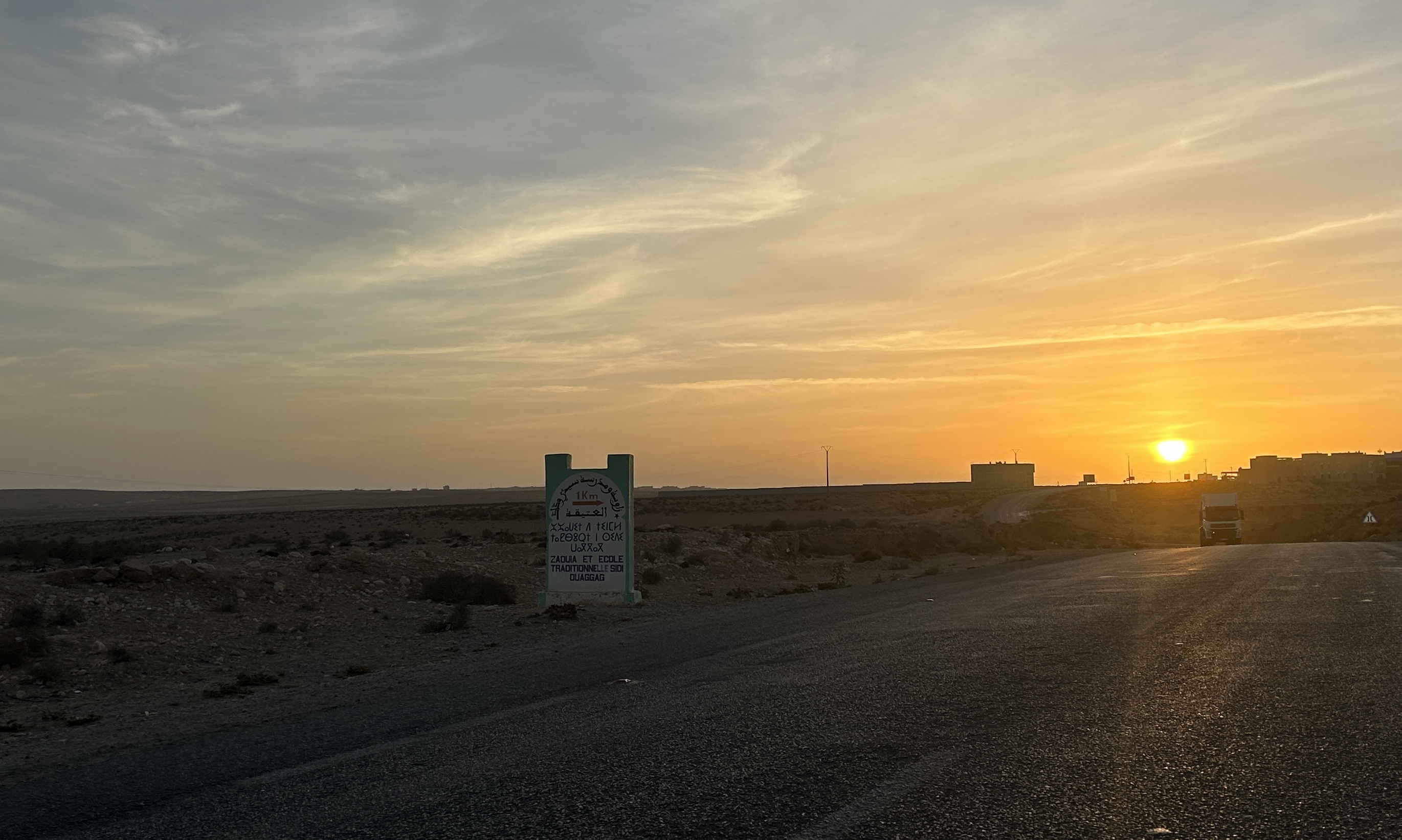
علامة إشارة إلى مدخل زاوية سيدي وكاك على الطريق بين تيزنيت وأكلو.

زاوية سيدي وكاك (بتاشلحيت: ⵣⵣⴰⵉⵜ ⵙⵉⴷⵉ ⵡⴳⴳⴰⴳ) هي زاوية ومسجد ومدرسة صوفية تقع بالجماعة القروية اثنين أغلو في إقليم تيزنيت بالمغرب، على الطريق بين مدينة تيزنيت وأكلو. تعتبر هذه الزاوية أم المدارس العلمية العتيقة، وأول مدرسة في المغرب بعد الفتح الإسلامي.
أُسست الزاوية في نهاية القرن الخامس هجري، على يد سيدي وكاك بن زلوان اللمطي، أحد أشهر أولياء منطقة سوس. من أشهر من درس بهذه الزاوية كان عبد الله بن ياسين، مؤسس الدولة المرابطية.
في العصر الحالي، يدرس ما بين 80 و 100 طالب بالزاوية، ويُشكل المحسنون مصدر التمويل والتموين الأساسي للمدرسين وللطلبة، الذين قد يقضون ما بين 10 و12 عاما في هذا المكان قبل أن يتخرجوا كخطباء يؤمون المصلين في صلاة الجمعة.

## روابط خارجية
- تاريخ زاوية "سيدي وكاك" - في "كان يا مكان" - القناة الثانية المغربية (يوتيوب)